# Eleições parlamentares europeias de 2004 (Eslovénia)
As eleições parlamentares europeias de 2004 na Eslovénia realizaram-se a 13 de junho e serviram para, pela primeira vez, eleger os 7 deputados nacionais ao Parlamento Europeu.

## Resultados Oficiais
| Partido                 | Partido                                                   | Votos     | %               | Deputados |
| ----------------------- | --------------------------------------------------------- | --------- | --------------- | --------- |
|                         | Nova Eslovénia                                            | 102 753   | 23,57 / 100,00  | 2 / 7     |
|                         | Democracia Liberal - Partido Democrático dos Pensionistas | 95 489    | 21,91 / 100,00  | 2 / 7     |
|                         | Partido Democrático Esloveno                              | 76 945    | 17,65 / 100,00  | 2 / 7     |
|                         | Lista Unida dos Social-Democratas                         | 61 672    | 14,15 / 100,00  | 1 / 7     |
|                         | Partido Popular Esloveno                                  | 36 662    | 8,41 / 100,00   | 0 / 7     |
|                         | Partido Nacional Esloveno                                 | 21 883    | 5,02 / 100,00   | 0 / 7     |
|                         | Eslovénia é Nossa                                         | 17 930    | 4,11 / 100,00   | 0 / 7     |
|                         | Partido Jovem - Verdes                                    | 10 027    | 2,30 / 100,00   | 0 / 7     |
|                         | A Voz das Mulheres Eslovenas                              | 5 249     | 1,20 / 100,00   | 0 / 7     |
|                         | Outros                                                    | 7 259     | 1,66 / 100,00   | 0 / 7     |
| Votos Inválidos         | Votos Inválidos                                           | 26 010    | 5,63 / 100,00   |           |
| Total                   | Total                                                     | 461 879   | 100,00 / 100,00 | 7 / 7     |
| Eleitorado/Participação | Eleitorado/Participação                                   | 1 628 918 | 28,35 / 100,00  |           |
| Fonte                   | Fonte                                                     | [ 1 ]     | [ 1 ]           | [ 1 ]     |